# Судьба солдата в Америке
«Судьба солдата в Америке» (также «Ревущие двадцатые» или «Бурные двадцатые», англ. The Roaring Twenties) — гангстерский триллер 1939 года, снятый режиссёром Раулем Уолшем на киностудии Warner Brothers. В главных ролях заняты звёзды Голливуда 1930—1940-х годов: Джеймс Кэгни, Хэмфри Богарт и Присцилла Лейн, одна из знаменитой тройки сестер Лейн.

## Сюжет
Фоном для фильма послужили реалии Америки времён «сухого закона», действовавшего в 20-е годы. На этом фоне разворачиваются судьбы нескольких бывших фронтовых друзей, вернувшихся после окончания Первой мировой войны из Европы и не сумевших найти своего «правильного» места в жизни.

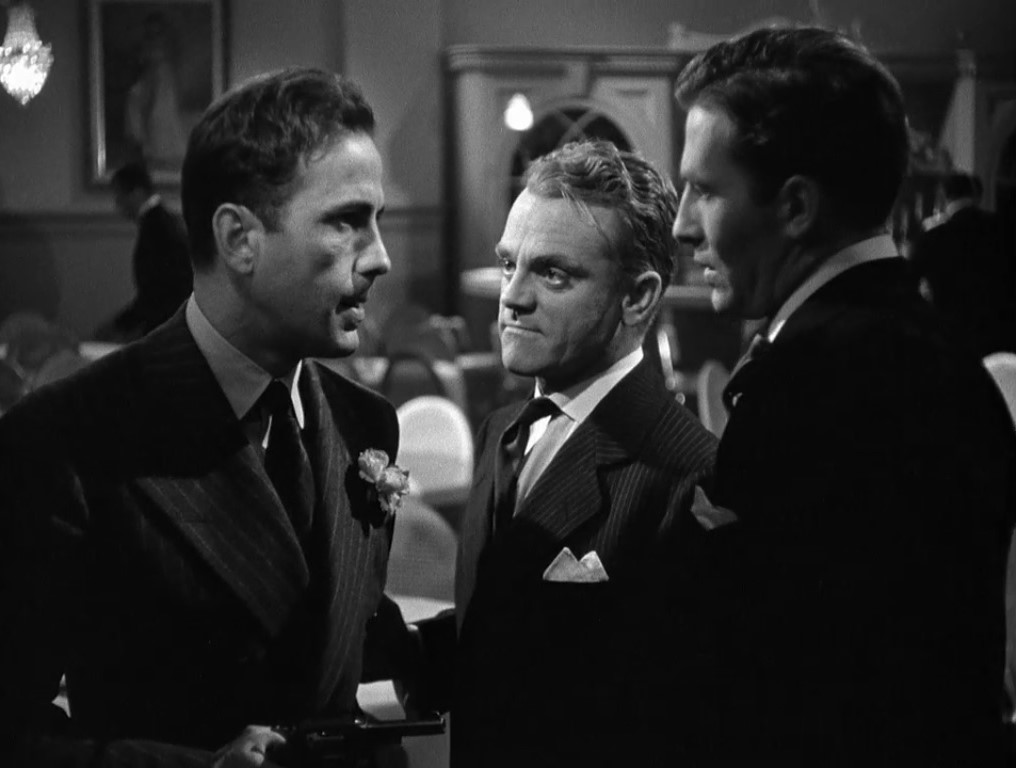
Хамфри Богарт, Джеймс Кэгни и Джеффри Линн в фильме «Ревущие двадцатые»

## В ролях
- Джеймс Кэгни — Эдди Бартлет
- Присцилла Лейн — Джин Шерман
- Хамфри Богарт — Джордж Хэлли
- Глэдис Джордж — Панама Смит
- Джеффри Линн — Ллойд Харт
- Фрэнк Макхью — Дэнни Грин
- Джордж Микер — Гарольд Мастерс
- Пол Келли — Ник Браун
- Элизабет Рисдон — мисс Шерман
- Эд Кин — Хендерсон
- Джо Сойер — сержант
- Джозеф Крехан — Майклс
- Роберт Эллиотт — первый детектив
- Эбнер Биберман — Лефти, подручный

### В титрах не указаны
- Джеймс Флавин — полицейский
- Джордж Тобиас — солдат в американском бараке
- Фрэнк Уилкокс — таксист у Гранд-Сентрал
- Дик Уэссел — механик Флетчера

## О фильме
В Советском Союзе картина вышла на экраны в 1952 году в качестве «трофейного фильма» под названием «Судьба солдата в Америке».
В 2009 году британский киножурнал «Empire» назвал этот фильм «фильмом № 1» в списке «20 великих гангстерских фильмов, которые вы, возможно, никогда не видели».